# حيز تحت الجافية
الحيز تحت الجافية أو الفراغ تحت الجافية (بالإنجليزية: Subdural space)‏ هو الحيز الضيّق بين الأم الجافية والغشاء العنكبوتي (العنكبوتية).